# Choriolaus filicornis
Choriolaus filicornis är en skalbaggsart som först beskrevs av Linsley och Chemsak 1971.  Choriolaus filicornis ingår i släktet Choriolaus och familjen långhorningar.
Artens utbredningsområde är Honduras. Inga underarter finns listade i Catalogue of Life.